# Кокарєв Дмитро Миколайович
Дмитро Миколайович Кокарєв (рос. Дмитрий Николаевич Кокарев; нар. 18 лютого 1982, Пенза) — російський шахіст, гросмейстер від 2007 року.

## Шахова кар'єра
У другій половині 1990-х років кілька разів представляв Росію на чемпіонатах світу і Європи серед юніорів, вигравши дві медалі: золоту (Орпеза 1999 — ЧС до 18 років) і срібну (Рімавска Собота 1996 — ЧЄ до 14 років).
2002 року поділив 1-ше місце (разом із, зокрема, Романом Овечкіним, Костянтином Чернишовим і Олексієм Безгодовим) у Воронежі, а також був другим (позаду Ернесто Інаркієва) в Серпухові, тоді як у 2003 році поділив 1-ше місце (разом із, зокрема, Кирилом Бризгаліним і В'ячеславом Захарцовим) у Краснодарі. Гросмейстерські норми виконав у Санкт-Петербурзі (2004, меморіал Михайла Чигоріна), Москві (2005, Moscow Open) і Саратові (2006, поділив 1-місце разом із, зокрема, Михайлом Панаріним). 2007 року поділив 1-ше місце (разом з Павлом Малетіним) на чемпіонаті Росії серед студентів. 2008 року переміг у Казані (разом з Денисом Хісматулліним та Євгеном Шапошниковим) і в Томську (разом з Артемом Тимофєєвим, Олегом Лоскутовим і Денисом Хісматулліним). 2009 року здобув чергові перемоги: в Караганді (разом з Рустамом Хуснутдіновим), Казані (разом з Михайлом Криловим) і у Воронежі (разом із, зокрема, Валерієм Поповим, Дмитром Бочаровим і Сергієм Волковим). 2010 року поділив 1-ше місце (разом з Олексієм Александровим і Олексієм Дрєєвим на турнірі Star Chess School у Бхубанешварі. 2014 року одноосібно переміг на турнірі Nezhmetdinov Cup у Казані.
Найвищий рейтинг Ело в кар'єрі мав станом на 1 березня 2013 року, досягнувши 2648 балів займав тоді 29-те місце серед російських шахістів.

## Зміни рейтингу
| На цьому місці має відображатися графік чи діаграма, однак з технічних причин його відображення наразі вимкнено. Будь ласка, не видаляйте код, який викликає це повідомлення. Розробники вже працюють для того, щоби відновити штатне функціонування цього графіка або діаграми. | |
| | На цьому місці має відображатися графік чи діаграма, однак з технічних причин його відображення наразі вимкнено. Будь ласка, не видаляйте код, який викликає це повідомлення. Розробники вже працюють для того, щоби відновити штатне функціонування цього графіка або діаграми. |